# Ronde van San Luis 2013
De 7e editie van de Ronde van San Luis, officieel de Tour de San Luis, werd van 21 januari tot en met 27 januari 2013 verreden in Argentinië. Deze editie maakte deel uit van de UCI America Tour 2013.  Daniel Díaz werd de vierde Argentijn die de eindzege op zijn naam schreef.

## Deelnemende ploegen
Er namen 27 teams deel aan deze editie. Niet elk team startte met hetzelfde aantal renners.
| ProTeams                            | ProTeams                  | ProTeams                     | ProTeams                  | ProTeams       |
| ----------------------------------- | ------------------------- | ---------------------------- | ------------------------- | -------------- |
| AG2R-La Mondiale                    | Astana Pro Team           | Omega Pharma-Quickstep       | BMC Racing Team           | Team Movistar  |
| Cannondale Pro Cycling Team         | Orica-GreenEdge           | Lampre-Merida                | Lotto-Belisol             | Saxo-Tinkoff   |
| Professional Continental Teams      |                           |                              |                           |                |
| Androni Giocattoli                  | Bardiani Valvole-CSF Inox | Caja Rural                   | CCC Polkowice             |                |
| Katjoesja                           | Team NetApp-Endura        | Unitedhealthcare Pro Cycling | Vini Fantini-Selle Italia |                |
| Continental Teams                   |                           |                              |                           |                |
| nationaal team                      | ASC Dukla Praha           | Buenos Aires Provincia       | Clos de Pirque-Trek       | nationaal team |
| Funvic Brasilinvest-Pindamonhangaba | Jamis-Hagens Berman       | nationaal team               | San Luis Somos Todos      |                |

## Etappe-overzicht
| Etappe | Datum      | Start        | Finish                  | Afstand | Type                | Winnaar          | Klassementsleider  |
| ------ | ---------- | ------------ | ----------------------- | ------- | ------------------- | ---------------- | ------------------ |
| 1e     | 21 januari | San Luis     | Villa Mercedes          | 164 km  | Vlakke rit          | Mark Cavendish   | Mark Cavendish     |
| 2e     | 22 januari | Tilisarao    | Terrazas del Portezuelo | 174 km  | Vlakke rit          | Sacha Modolo     | Sacha Modolo       |
| 3e     | 23 januari | La Punta     | Mirador del Potrero     | 272 km  | Bergrit             | Alex Diniz       | Alex Diniz         |
| 4e     | 24 januari | San Luis     | San Luis                | 19,2 km | Individuele tijdrit | Svein Tuft       | Michał Kwiatkowski |
| 5e     | 25 januari | Juana Koslay | La Carolina             | 185 km  | Bergrit             | Emanuel Guevara  | Daniel Díaz        |
| 6e     | 26 januari | Quines       | Merlo                   | 131 km  | Bergrit             | Alberto Contador | Daniel Díaz        |
| 7e     | 27 januari | San Luis     | Juana Koslay            | 154 km  | Vlakke rit          | Mattia Gavazzi   | Daniel Díaz        |

## Uitslagen

### Etappe 1
| San Luis – Villa Mercedes 164 km |                      |                             |          |
| Plaats                           | Naam                 | Ploeg                       | Tijd     |
| Winnaar                          | Mark Cavendish       | Omega Pharma-Quickstep      | 3u48'04" |
| 2                                | Sacha Modolo         | Bardiani Valvole-CSF Inox   | z.t.     |
| 3                                | Alessandro Petacchi  | Lampre-Merida               | z.t.     |
| 4                                | Leigh Howard         | Orica-GreenEdge             | z.t.     |
| 5                                | Peter Sagan          | Cannondale Pro Cycling Team | z.t.     |
| 6                                | Rafael Andriato      | Vini Fantini-Selle Italia   | z.t.     |
| 7                                | Francesco Lasca      | Caja Rural                  | z.t.     |
| 8                                | Thor Hushovd         | BMC Racing Team             | z.t.     |
| 9                                | Kenny Dehaes         | Lotto-Belisol               | z.t.     |
| 10                               | Miguel Ángel Rubiano | Androni Giocattoli          | z.t.     |
|                                  |                      |                             |          |
| 78                               | Joost van Leijen     | Lotto-Belisol               | z.t.     |

| na etappe 1 |                      |                             |          |
| Plaats      | Naam                 | Ploeg                       | Tijd     |
| Oranje trui | Mark Cavendish       | Omega Pharma-Quickstep      | 3u48'04" |
| 2           | Sacha Modolo         | Bardiani Valvole-CSF Inox   | z.t.     |
| 3           | Alessandro Petacchi  | Lampre-Merida               | z.t.     |
| 4           | Leigh Howard         | Orica-GreenEdge             | z.t.     |
| 5           | Peter Sagan          | Cannondale Pro Cycling Team | z.t.     |
| 6           | Rafael Andriato      | Vini Fantini-Selle Italia   | z.t.     |
| 7           | Francesco Lasca      | Caja Rural                  | z.t.     |
| 8           | Thor Hushovd         | BMC Racing Team             | z.t.     |
| 9           | Kenny Dehaes         | Lotto-Belisol               | z.t.     |
| 10          | Miguel Ángel Rubiano | Androni Giocattoli          | z.t.     |
|             |                      |                             |          |
| 78          | Joost van Leijen     | Lotto-Belisol               | z.t.     |

### Etappe 2
| Tilisarao - Terraza del Portezuelo 174 km |                     |                             |          |
| Plaats                                    | Naam                | Ploeg                       | Tijd     |
| Winnaar                                   | Sacha Modolo        | Bardiani Valvole-CSF Inox   | 3u50'08" |
| 2                                         | Mark Cavendish      | Omega Pharma-Quickstep      | z.t.     |
| 3                                         | Leigh Howard        | Orica-GreenEdge             | z.t.     |
| 4                                         | Jens Debusschere    | Lotto-Belisol               | z.t.     |
| 5                                         | Peter Sagan         | Cannondale Pro Cycling Team | z.t.     |
| 6                                         | Alessandro Petacchi | Lampre-Merida               | z.t.     |
| 7                                         | Francesco Chicchi   | Vini Fantini-Selle Italia   | z.t.     |
| 8                                         | Manuel Belletti     | AG2R-La Mondiale            | z.t.     |
| 9                                         | Francesco Lasca     | Caja Rural                  | z.t.     |
| 10                                        | Scott Thwaites      | Team NetApp-Endura          | z.t.     |

| na etappe 2 |                     |                             |          |
| Plaats      | Naam                | Ploeg                       | Tijd     |
| Oranje trui | Sacha Modolo        | Bardiani Valvole-CSF Inox   | 7u38'12" |
| 2           | Mark Cavendish      | Omega Pharma-Quickstep      | z.t.     |
| 3           | Leigh Howard        | Orica-GreenEdge             | z.t.     |
| 4           | Alessandro Petacchi | Lampre-Merida               | z.t.     |
| 5           | Peter Sagan         | Cannondale Pro Cycling Team | z.t.     |

### Etappe 3
| La Punta - Mirador del Potrero 173,1 km |                    |                                     |          |
| Plaats                                  | Naam               | Ploeg                               | Tijd     |
| Winnaar                                 | Alex Diniz         | Funvic Brasilinvest-Pindamonhangaba | 4u29'36" |
| 2                                       | Mauro Santambrogio | Vini Fantini-Selle Italia           | + 24"    |
| 3                                       | Michał Kwiatkowski | Omega Pharma-Quickstep              | z.t.     |

| na etappe 3 |                    |                                     |           |
| Plaats      | Naam               | Ploeg                               | Tijd      |
| Oranje trui | Alex Diniz         | Funvic Brasilinvest-Pindamonhangaba | 12u07'48" |
| 2           | Mauro Santambrogio | Vini Fantini-Selle Italia           | + 24"     |
| 3           | Michał Kwiatkowski | Omega Pharma-Quickstep              | z.t.      |

### Etappe 4
| San Luis (individuele tijdrit) 19,2 km |                    |                        |        |
| Plaats                                 | Naam               | Ploeg                  | Tijd   |
| Winnaar                                | Svein Tuft         | Orica-GreenEdge        | 22'14" |
| 2                                      | Leandro Messineo   | San Luis Somos Todos   | + 7"   |
| 3                                      | Michał Kwiatkowski | Omega Pharma-Quickstep | + 11"  |

| na etappe 4 |                       |                        |           |
| Plaats      | Naam                  | Ploeg                  | Tijd      |
| Oranje trui | Michał Kwiatkowski    | Omega Pharma-Quickstep | 12u30'37" |
| 2           | Tejay van Garderen    | BMC Racing Team        | + 23"     |
| 3           | Jurgen Van den Broeck | Lotto-Belisol          | + 42"     |

### Etappe 5
| Juana Koslay - Carolina 169,8 km |                      |                      |          |
| Plaats                           | Naam                 | Ploeg                | Tijd     |
| Winnaar                          | Emmanuel Guevara     | San Luis Somos Todos | 4u17'48" |
| 2                                | Daniel Díaz          | San Luis Somos Todos | + 15"    |
| 3                                | Miguel Ángel Rubiano | Androni Giocattoli   | + 1'17"  |

| na etappe 5 |                    |                                     |           |
| Plaats      | Naam               | Ploeg                               | Tijd      |
| Oranje trui | Daniel Díaz        | San Luis Somos Todos                | 16u49'52" |
| 2           | Tejay van Garderen | BMC Racing Team                     | + 17"     |
| 3           | Alex Diniz         | Funvic Brasilinvest-Pindamonhangaba | + 39"     |

### Etappe 6
| Quines - Merlo (Mirador del Sol) 156,6 km |                  |                                     |          |
| Plaats                                    | Naam             | Ploeg                               | Tijd     |
| Winnaar                                   | Alberto Contador | Saxo-Tinkoff                        | 3u47'34" |
| 2                                         | Daniel Díaz      | San Luis Somos Todos                | + 2"     |
| 3                                         | Alex Diniz       | Funvic Brasilinvest-Pindamonhangaba | z.t.     |

| na etappe 6 |                    |                                     |           |
| Plaats      | Naam               | Ploeg                               | Tijd      |
| Oranje trui | Daniel Díaz        | San Luis Somos Todos                | 20u37'28" |
| 2           | Tejay van Garderen | BMC Racing Team                     | + 33"     |
| 3           | Alex Diniz         | Funvic Brasilinvest-Pindamonhangaba | + 39"     |

### Etappe 7
| San Luis - Juana Koslay 154,7 km |                   |                             |          |
| Plaats                           | Naam              | Ploeg                       | Tijd     |
| Winnaar                          | Mattia Gavazzi    | Androni Giocattoli          | 3u25'48" |
| 2                                | Peter Sagan       | Cannondale Pro Cycling Team | z.t.     |
| 3                                | Francisco Ventoso | Team Movistar               | z.t.     |

| Eindklassement |                       |                                     |           |
| Plaats         | Naam                  | Ploeg                               | Tijd      |
| Oranje trui    | Daniel Díaz           | San Luis Somos Todos                | 24u03'16" |
| 2              | Tejay van Garderen    | BMC Racing Team                     | + 33"     |
| 3              | Alex Diniz            | Funvic Brasilinvest-Pindamonhangaba | + 39"     |
| 4              | Alberto Contador      | Saxo-Tinkoff                        | + 1'02"   |
| 5              | Jurgen Van den Broeck | Lotto-Belisol                       | + 1'47"   |
| 6              | Mauro Santambrogio    | Vini Fantini-Selle Italia           | + 2'29"   |
| 7              | Miguel Ángel Rubiano  | Androni Giocattoli                  | + 2'34"   |
| 8              | Janier Acevedo        | Jamis-Hagens Berman                 | + 3'00"   |
| 9              | Bart De Clercq        | Lotto-Belisol                       | + 3'14"   |
| 10             | Vincenzo Nibali       | Astana Pro Team                     | + 3'17"   |